# Armorial des familles basques (Ib - In)
Cet article décrit l'armorial des familles basques par ordre alphabétique et concerne les familles dont les noms commencent par les lettres « Ib » successivement jusqu’à « In ».

## Blasonnements

### Ib
Famille Ibaceta (Irun) :
| Blason | Blasonnement : Écartelé, aux 1 et 4 d'or au chêne de sinople ; aux 2 et 3 d'argent au loup passant de sable, lampassé de gueules ; à la bordure générale de gueules chargée de huit flanchis d'or. Note : Les blasonnements de cette page sont tous issus de cet ouvrage qui cite également d'autres sources. |

Famille Ibaignette (Saint-Jean-de-Luz) :
| Blason | Blasonnement : Note : Les blasonnements de cette page sont tous issus de cet ouvrage qui cite également d'autres sources. Commentaires : Le sieur d'Ibaignette commandait la flottille luzienne envoyée au secours de l'île de Ré assiégée par les Anglais en 1627. |

Famille Ibarbeïty d'Ibarre (Saint-Just-Ibarre) :
| Blason | Blasonnement : D'azur à la fasce vivrée d'argent accompagnée de deux coquilles du même. Note : Les blasonnements de cette page sont tous issus de cet ouvrage qui cite également d'autres sources. Commentaires : Martin d'Ibarbeïty d'Ibarre, décédé à Garris (Saint-Palais) le 11 août 1756, âgé de soixante dix-huit ans, avait épousé Pomponne d'Inhurry, fille de Guillaume d'Inhurry, seigneur de la maison Jauretche à Garris, et de Catherine d'Urdos. (cf. INHURRY). |

Famille Ibarburu (vallée d'Oiarzun) :
| Blason | Blasonnement : D'or au pont de trois arches au naturel, sur une onde d'azur, surmonté d'un château au naturel, sommé de trois tours, celle du milieu, plus haute, supportant un drapeau de gueules à la croix alaisée d'or. Note : Les blasonnements de cette page sont tous issus de cet ouvrage qui cite également d'autres sources. Commentaires : Maison d'Oiarzun, près de Saint-Sébastien. |

Famille Ibargoyen (Irun) :
| Blason | Blasonnement : D'or à la croix fleurdelisée de gueules cantonnée de quatre feuilles de peuplier de sinople. Note : Les blasonnements de cette page sont tous issus de cet ouvrage qui cite également d'autres sources. Commentaires : Maison noble à Irun, Habitants de Saint-Sébastien en 1566. |

Famille Ibarguen (Zeanuri) :
| Blason | Blasonnement : De gueules à la croix fleurdelisée d'or chargée d'une feuille de peuplier du champ et cantonnée de quatre autres d'argent. Note : Les blasonnements de cette page sont tous issus de cet ouvrage qui cite également d'autres sources. Commentaires : Ancienne maison noble à Zeanuri. Ses membres furent Parientes Mayores en Biscaye au XIVe siècle et chef de bande gamboine. |

Famille Ibarguen (Irun) :
| Blason | Blasonnement : D'or à la croix fleurdelisée de gueules cantonnée de quatre feuilles de peuplier de sinople. Note : Les blasonnements de cette page sont tous issus de cet ouvrage qui cite également d'autres sources. Commentaires : Branche de la famille installée à Irun. |

Famille Ibarra (Ahetze) :
| Blason | Blasonnement : Coupé, au 1 d'azur à une bande d'or accompagnée en chef de trois étoiles du même ; au 2, d'or à trois feuilles de peuplier de sinople 2 et 1. Alias : écartelé, aux 1 et 4 le 1 du précédent ; aux 2 et 3 le 2 du précédent. Sur le tout de gueules à deux aigles de sable. Note : Les blasonnements de cette page sont tous issus de cet ouvrage qui cite également d'autres sources. Commentaires : Très ancienne famille originaire de Biscaye, établie notamment à Gueluce de Ibarra. |

Famille Ibarrart d'Etchegoyen (Labourd) :
| Blason | Blasonnement : Écartelé, au 1 d'azur à l'agneau pascal d'argent surmonté de trois étoiles d'or ; au 2 d'azur à une tour d'argent ; au 3 d'or à trois pals d'azur ; au 4 d'argent à l'arbre de sinople, au pied fiché dans un cœur de gueules et accosté à senestre d'un lion du même. Note : Les blasonnements de cette page sont tous issus de cet ouvrage qui cite également d'autres sources. Commentaires : Les d'Ibarrart possédaient déjà une maison du nom d'Etchegoyen, à Ustaritz. |

Famille Ibarreche (Biscaye) :
| Blason | Blasonnement : Écartelé, aux 1 et 4 d'or à la croix de Saint-Jacques de gueules : aux 2 et 3 de sinople à la tour d'argent, maçonnée d'azur, ajourée de gueules, accompagnée de trois feuilles de peuplier d'or, une en chef et deux en flancs. Note : Les blasonnements de cette page sont tous issus de cet ouvrage qui cite également d'autres sources. |

Famille Ibarrola (Alava) :
| Blason | Blasonnement : D'argent à la fasce de gueules accompagnée en chef de deux loups passants de sable, posés en fasce, et en pointe de cinq feuilles de peuplier de sinople posées en sautoir. Alias : coupé, au 1 d'argent à deux loups passants de sable, posés en fasce ; au 2 cousu d'or à cinq feuilles de peuplier de sinople posées en sautoir. Note : Les blasonnements de cette page sont tous issus de cet ouvrage qui cite également d'autres sources. Commentaires : Maison noble de Zuaza, vallée de Ayala, dont sont issues plusieurs branches établies à Llodio, Okendo, Amurrio et Respaldiza, en Alava, et à Echarren et Arteta, en Navarre. Une nouvelle maison fut également fondée à Deba, en Guipuscoa. |

Famille Ibarrola (Navarre) :
| Blason | Blasonnement : D'or au chêne de sinople senestré d'un ours de sable appuyé contre le tronc. Note : Les blasonnements de cette page sont tous issus de cet ouvrage qui cite également d'autres sources. Commentaires : Branche de la famille établie en Navarre. |

Famille Ibarrola (Sare) :
| Blason | Blasonnement : D'argent au chêne de sinople, au sanglier passant de sable brochant sur le fût. Note : Les blasonnements de cette page sont tous issus de cet ouvrage qui cite également d'autres sources. Commentaires : Jean d'Ibarrola, conseiller au Parlement de Bordeaux, fut en 1520 commissaire du roi pour la promulgation de la coutume de Soule. |

Famille Ibiricu (Navarre) :
| Blason | Blasonnement : D'argent à la fasce vivrée de gueules ; à la bordure d'azur chargée de huit besants d'or. Note : Les blasonnements de cette page sont tous issus de cet ouvrage qui cite également d'autres sources. Commentaires : Maison noble Adamerana, au lieu d'Ibiricu, au nord-est de Pampelune, dont elle prit le nom. Noblesse confirmée en 1771. |

Famille Ibusty (Mendionde) :
| Blason | Blasonnement : Parti, au 1 d'argent au chêne de sinople, terrassé de sable, soutenu par deux chiens affrontés de gueules, et surmonté de six croissants de sable entrelacés trois à trois ; au 2 d'azur au chevron d'or accompagné en chef de deux étoiles du même, et en pointe d'un oiseau d'argent. Parti, au 1 d'argent au chêne de sinople, terrassé de sable, soutenu par deux chiens affrontés de gueules, et surmonté de six croissants de sable entrelacés trois à trois ; au 2 d'azur au chevron d'or accompagné en chef de deux étoiles du même, et en pointe d'un oiseau d'argent. Note : Les blasonnements de cette page sont tous issus de cet ouvrage qui cite également d'autres sources. Commentaires : N. Ibusly. commandeur de L'hôpital de Bonloc, près Hasparren, est mentionné en 1475. |

### Ic
Famille Iceta (Guipuscoa) :
| Blason | Blasonnement : D'azur au chevron d'or accompagné de trois coquilles d'argent. Note : Les blasonnements de cette page sont tous issus de cet ouvrage qui cite également d'autres sources. Commentaires : Maison noble à Aya, au sud de Zarautz. Fernando de Iceta fut prévôt de Zumarraga en 1481, charge obtenue à perpétuité en remerciements des services rendus au roi de Castille. |

Famille Iciar (Guipuscoa) :
| Blason | Blasonnement : Écartelé, aux 1 et 4 d'or au loup passant de sable, lampassé de gueules ; aux 2 et 3 palé de six pièces d'or et de gueules. Note : Les blasonnements de cette page sont tous issus de cet ouvrage qui cite également d'autres sources. Commentaires : Maison infançonne au quartier Iciar de la ville de Deba. |

Famille Iciz (Salazar) :
| Blason | Blasonnement : D'argent à trois fasces de gueules. Note : Les blasonnements de cette page sont tous issus de cet ouvrage qui cite également d'autres sources. Commentaires : Maison noble au lieu d'Iciz, dont elle prit le nom. |

### Id
Famille Idiaquez (Guipuscoa) :
| Blason | Blasonnement : D'argent à l'arbre de sinople, au bœuf passant de gueules brochant sur le tronc. Note : Les blasonnements de cette page sont tous issus de cet ouvrage qui cite également d'autres sources. Commentaires : Ancienne maison noble au quartier Idoyeta, à Cestona. Fonda une nouvelle maison à Azcoitia qui essaima à Tolosa et Eibar et fut titrée comtes de Pie de Concha. Idi signifie Bœuf en basque. |

Famille Idiazabal (Guipuscoa) :
| Blason | Blasonnement : Mantelé, aux 1 et 2 d'azur à l'étoile d'or, au 3 d'argent au loup passant de sable, armé et lampassé de gueules. Note : Les blasonnements de cette page sont tous issus de cet ouvrage qui cite également d'autres sources. NOTE : Ce blasonnement est incomplet et/ou incohérent. Commentaires : La maison noble de Idiazabal reçut confirmations de noblesse en I589 et 1782. |

Famille Idoate (Navarre) :
| Blason | Blasonnement : D'argent à trois fasces d'azur. Note : Les blasonnements de cette page sont tous issus de cet ouvrage qui cite également d'autres sources. Commentaires : Maison noble du lieu d'Idoate, à Izagaonda, près de la rivière Irati. Une branche s'établit à Pampelune puis passa au Chili. |

Famille Idoyeta (Navarre) :
| Blason | Blasonnement : D'or à trois feuilles de peuplier d'azur, 2 et 1. Note : Les blasonnements de cette page sont tous issus de cet ouvrage qui cite également d'autres sources. Commentaires : Palacio au lieu de ce nom, vallée d'Esteribar, au nord de Pampelune. |

### Ie
Famille Ierobi (Bortziriak) :
| Blason | Blasonnement : D'argent à deux fers de flèche de sable, les pointes en bas. Note : Les blasonnements de cette page sont tous issus de cet ouvrage qui cite également d'autres sources. Commentaires : Maison noble de Vera de Bidassoa qui essaima en vallée d'Oiarzun et à Irun. |

Famille Ierobi (Oiartzun) :
| Blason | Blasonnement : D'azur à trois barres d'or. Note : Les blasonnements de cette page sont tous issus de cet ouvrage qui cite également d'autres sources. Commentaires : Maison d'Oyarzun. |

### Ig
Famille Igay (Oiartzun) :
| Blason | Blasonnement : Parti, au 1 d'azur au château d'or ; au 2 coupé de... au senestrochère armé de... tenant une épée en pal ; et de... à l'ours de sable. Note : Les blasonnements de cette page sont tous issus de cet ouvrage qui cite également d'autres sources. |

Famille Iguereta (vallée du Baztan) :
| Blason | Blasonnement : Échiqueté d'argent et de sable. (Armes de la vallée). Note : Les blasonnements de cette page sont tous issus de cet ouvrage qui cite également d'autres sources. Commentaires : Maison noble à Garzain. |

Famille Iguiniz (Guipuscoa) :
| Blason | Blasonnement : Écartelé, aux 1 et 4 d'or à la croix de Calatrava de gueules ; aux 2 et 3 d'argent à deux loups passants de sable, armés et lampassés de gueules, posés l'un sur l'autre. Note : Les blasonnements de cette page sont tous issus de cet ouvrage qui cite également d'autres sources. Commentaires : Très ancienne famille établie à Saint-Sébastien et Irun. Selon le roi d'armes Diego de Urbina, qui en établit le certificat en 1596. |

Famille Iguzquiza (Navarre) :
| Blason | Blasonnement : D'argent à la croix de gueules, cantonnée de quatre chaudrons de sable. Note : Les blasonnements de cette page sont tous issus de cet ouvrage qui cite également d'autres sources. Commentaires : Maison noble Iguzquiza, au village de ce nom. |

### Il
Famille Ilarraza (Alava) :
| Blason | Blasonnement : Écartelé, aux 1 et 4 d'or au loup passant de sable, lampassé de gueules ; aux 2 et 3 d'azur à la bande d'or accompagnée en chef de trois étoiles d'or et en pointe d'une fleur de lys du même. Note : Les blasonnements de cette page sont tous issus de cet ouvrage qui cite également d'autres sources. Commentaires : Maison noble au lieu de ce nom, près de Vitoria-Gasteiz. Confirmation de noblesse en 1554. |

Famille Ilaza (vallée d'Oiartzun) :
| Blason | Blasonnement : D'or à l'arbre de sinople, au sanglier passant de sable brochant au pied du tronc ; à la bordure d'azur chargée de huit besants d'argent. Note : Les blasonnements de cette page sont tous issus de cet ouvrage qui cite également d'autres sources. |

Famille Ilurdoz (Navarre) :
| Blason | Blasonnement : D'azur à trois feuilles de peuplier d'argent 2 et 1 ; à la bordure cousue de gueules chargée d'une chaîne de huit maillons d'or. Note : Les blasonnements de cette page sont tous issus de cet ouvrage qui cite également d'autres sources. Commentaires : Les armes primitives ne portaient pas la bordure qui fut ajoutée vers 1350. Maison noble au lieu d'Ilurdoz, dont elle prit le nom, vallée d'Esteribar au nord de Pampelune. Rameaux à Pampelune et Corella. Confirmation de noblesse en 1729 et 1781. |

Famille Ilzarbe (Navarre) :
| Blason | Blasonnement : D'azur à l'épervier d'or. Alias : d'azur au griffon d'or. Note : Les blasonnements de cette page sont tous issus de cet ouvrage qui cite également d'autres sources. Commentaires : Palacio au lieu de ce nom, à Ollo, à l'ouest de Pampelune. Confirmation de noblesse en 1788. |

Famille Ilzauspea (Zugarramurdi) :
| Blason | Blasonnement : Échiqueté d'argent et de sable (armes de la vallée). Note : Les blasonnements de cette page sont tous issus de cet ouvrage qui cite également d'autres sources. Commentaires : Maison noble de Zugarramurdi, à l'entrée de la vallée du Baztan. Confirmation de noblesse en 1798. |

### Im
Famille Imaz (Urrugne) :
| Blason | Blasonnement : De gueules à l'arbre de sinople et deux loups passants et affrontés de sable brochants sur le fût. Note : Les blasonnements de cette page sont tous issus de cet ouvrage qui cite également d'autres sources. Commentaires : Famille originaire de Guipuscoa où des maisons de ce nom existent à Alza, Urnieta (près de Saint-Sébastien), Lazcano (près de Tolosa) et Segura. |

Famille Imbuluzqueta (Navarre) :
| Blason | Blasonnement : Coupé, au 1 d'or à deux chevrons de sinople ; au 2 cousu d'argent à deux pies de sable. Alias : écartelé, aux l et 4 d'or à deux chèvres rampantes de sinople ; aux 2 et 3 d'argent au corbeau de sable ; à la bordure générale de gueules à huit flanchis d'or. Note : Les blasonnements de cette page sont tous issus de cet ouvrage qui cite également d'autres sources. Commentaires : Maison noble au lieu de nom, vallée d'Esteribar, au nord de Pampelune. |

Famille Imizcoz (val d'Arce) :
| Blason | Blasonnement : D'azur à la fasce d'argent accostée de deux divises du même. Note : Les blasonnements de cette page sont tous issus de cet ouvrage qui cite également d'autres sources. Commentaires : Maison noble à Imizcoz, en Val d'Arce. |

### In
Famille Inchaurriaga (vallée du Baztan) :
| Blason | Blasonnement : Échiqueté d'argent et de sable. (Armes de la vallée du Baztan). Note : Les blasonnements de cette page sont tous issus de cet ouvrage qui cite également d'autres sources. |

Famille Inciarte (vallée du Baztan) :
| Blason | Blasonnement : Échiqueté d'argent et de sable (armes de la vallée). Note : Les blasonnements de cette page sont tous issus de cet ouvrage qui cite également d'autres sources. Commentaires : Maison noble du Baztan. Cités à Beasain (Guipuscoa) en 1399, Andoain en 1665 et à Irun en 1793. |

Famille Inda (Cestona) :
| Blason | Blasonnement : D'azur à l'étoile d'argent accompagnée en pointe de huit pièces d'échiquier d'argent et de gueules. Note : Les blasonnements de cette page sont tous issus de cet ouvrage qui cite également d'autres sources. Commentaires : Maison noble à Ciga, au sud de la vallée du Baztan, et à Cestona (Guipuscoa). La maison de Ciga porte les armes du Baztan : Échiqueté d'argent et de sable. |

Famille Indaburu (vallée du Baztan) :
| Blason | Blasonnement : Échiqueté d'argent et de sable. (Armes de la vallée du Baztan). Note : Les blasonnements de cette page sont tous issus de cet ouvrage qui cite également d'autres sources. Commentaires : Maison noble d'Azpilcueta. José Antonio de Indaburu e Iturburua, natif de Maya de Baztan, capitaine du régiment de dragon de Numance, chevalier de l'ordre de Saint-Jacques en 1743. |

Famille Indacoechea (vallée du Baztan) :
| Blason | Blasonnement : Échiqueté d'argent et de sable. (Armes de la vallée du Baztan). Note : Les blasonnements de cette page sont tous issus de cet ouvrage qui cite également d'autres sources. |

Famille Inhurry d'Urdos (Baïgorry) :
| Blason | Blasonnement : Parti, au 1 d'azur à trois coquilles d'or mises en pal ; au 2 d'argent à trois fasces de gueules. Alias : d'or à deux fasces de gueules. Note : Les blasonnements de cette page sont tous issus de cet ouvrage qui cite également d'autres sources,. Commentaires : Famille originaire de Saint-Palais qui prit le nom d'Urdos à la suite de l'alliance avec cette famille au XVIIe siècle. |

Famille Iñiguiz (Irun) :
| Blason | Blasonnement : Écartelé, aux 1 et 4 d'or à la croix fleurdelisée de gueules ; aux 2 et 3 d'azur à une fleur de lys d'or ; à la bordure générale de gueules chargée de huit flanchis d'or. Note : Les blasonnements de cette page sont tous issus de cet ouvrage qui cite également d'autres sources. |

Famille Insaustia (Navarre) :
| Blason | Blasonnement : D'azur au château d'argent ajouré de gueules, terrassé de sinople, sur une onde d'argent et d'azur, accosté de deux noyers du même, et accompagné en chef d'un croissant renversé d'argent entre deux étoiles du même ; a la bordure d'argent chargée de huit tourteaux de gueules. Note : Les blasonnements de cette page sont tous issus de cet ouvrage qui cite également d'autres sources. Commentaires : Maison noble à Monreal (Elo), au nord de Tafalla, qui essaima en Guipuscoa, à Anzuola. |